# Голландская реформатская церковь Южной Африки

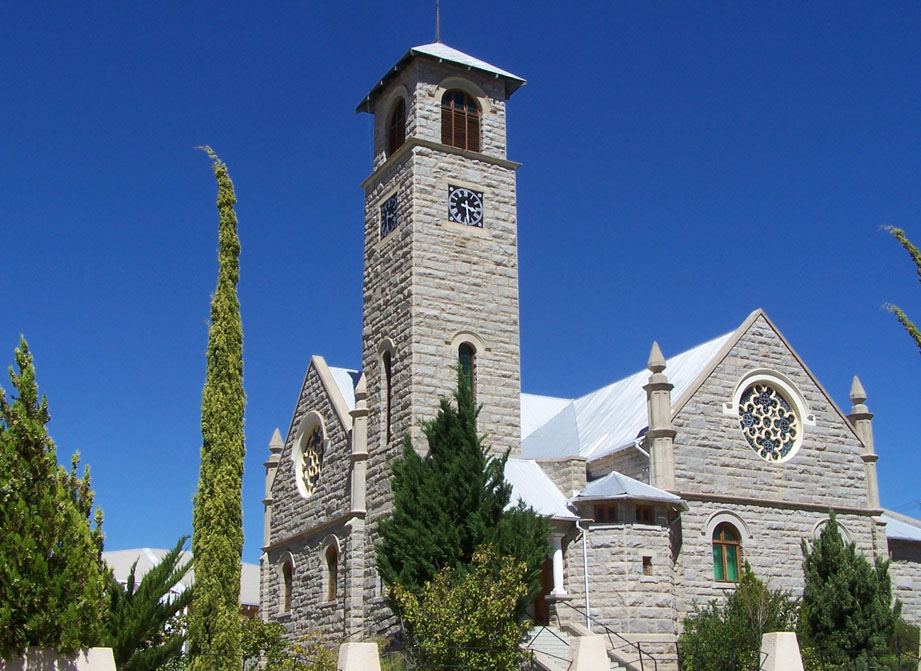
Старое здание Нидерландской реформатской церкви в центре Спрингбока.

Голландская реформатская церковь Южной Африки — кальвинистская деноминация в ЮАР, отсчитывающая свою историю с 1652 года. Член Всемирного совета церквей.
В начале реформатские общины Южной Африки, тяготеющие к Кейптауну, были составной частью Голландской церкви. После аннексии голландских колоний англичанами в 1806 году они де-факто получили самоуправление под контролем колониальной администрации. Для координации приходской деятельности реформатские общины британской Южной Африки в 1843 году объединились в деноминацию НГК (африк. Nederduitse Gereformeerde Kerk). Из-за трений между колониальными властями и местными белыми фермерами-реформатами начался Великий Трек, который привёл к образованию государства Трансвааль и отдельной деноминации НХК (африк. Nederduitsch Hervormde Kerk) (1853). Некоторое время существовали автономные синоды Оранжевого государства и Наталя, но к 1885 году они вновь воссоединились в Капский синод (африк. Gereformeerde Kerke — буквально: Реформатская церковь).
Все прихожане Реформатской церкви были белыми поселенцами. К настоящему времени церковь объединяет свыше тысячи приходов и 1 млн прихожан. Приходы объединены в 10 территориальных синодов, над которыми существует Всеобщий синод в Претории. В настоящее время подвергается критике за распространение иконопочитания.
Предметом отдельных богословских дискуссий было отношение нидерландских реформатов к «небелому» населению. В результате победили изоляционисты. В ЮАР Нидерландская реформатская церковь обосновывала политику апартеида и белого расизма.
Бог повелел нациям и народам быть разделенными, дав каждой нации особое предначертание и дарование.
Книга "Деяний святых Апостолов", по мнению Тотиуса, не оставляла никаких сомнений относительно намерений Господних: "От одной крови Он произвел весь род человеческий для обитания по всему лицу земли, назначив предопределенные времена и пределы их обитанию" (17:26).
Для вступления в Братство африканеров — влиятельную организацию, определявшую политику ЮАР в эпоху апартеида — принадлежность к реформатской церкви была обязательным условием.